# فريتز هافنر
فريتز هافنر (بالألمانية: Fritz Hafner)‏ هو رسام نمساوي، ولد في 10 ديسمبر 1877 في فيينا في النمسا، وتوفي في 21 نوفمبر 1964 في ياوست في ألمانيا.